# 잊을 수가 있을까
잊을 수가 있을까는 1970년 공개된 대한민국의 영화이다.

## 배역
- 신성일
- 문희
- 장미화
- 김동원
- 안인숙
- 최혜선
- 강계식
- 맹일천
- 권오상
- 김기범
- 지계순
- 문미봉
- 박예숙
- 김애경